# Hongate, Mysore
Hongate là một làng thuộc tehsil Mysore, huyện Mysore, bang Karnataka, Ấn Độ.